# Metoda orbitalilor moleculari
Metoda orbitalilor moleculari (MOM) este una dintre cele mai frecvent folosite metode de aproximare a funcției de undă moleculare. Ca și în metoda legăturii de valență (MLV), și în MOM este folosită combinarea liniară a orbitalilor moleculari (CLOA), dar se consideră că funcțiile orbitalilor moleculari (OM) rezultate prin CLOA sunt scindate (despicate) în două nivele ale stării fundamentale moleculare: un nivel de joasă energie, favorabil din punct de vedere energetic formării legăturii chimice, numit orbital molecular de legătură (OML), și un nivel de energie înaltă, corespunzător unei stări excitate a cărui populare cu electroni duce la slăbirea sau chiar ruperea (disocierea) legăturii chimice și se numește orbital molecular de antilegătură (OMA). 
Deci din doi orbitali atomici rezultă doi orbitali moleculari, unul de energie joasă, OML a cărui funcție de undă rezultă prin însumarea funcțiilor de undă orbitale atomice Ψmol=c1Ψ1 + c2Ψ2 + …, precum și un OMA, de energie înaltă, obținut ca diferență a funcțiilor de undă orbitale atomice: Ψmol*=c1Ψ1 - c2Ψ2 - … . 
Distribuția densității electronice în jurul nucleelor se determină cu pătratul funcției de undă moleculare:
- Ψmol2=(c1Ψ1 + c2Ψ2)2;
- Ψmol*2=(c1Ψ1 - c2Ψ2)2;

Distribuția radială a lui Ψmol și Ψmol*, precum și a lui Ψmol2 și Ψmol*2 indică existență la OMA a unui plan nodal exterior, Ψmol*=0, când c1Ψ1 = c2Ψ2, și astfel funcția moleculară se anulează. Rezultă o distribuție a densității de probabilitate în cei doi orbitali, OML și OMA. O asemenea distribuție se repetă și la orbitalii moleculari cu simetrie mai complicată. Toate OMA conțin cel puțin un plan nodal, iar numărul planelor nodale ale OMA este mereu cu o unitate față de OML. 

## Orbitalii moleculari
În concepția MOM, orbitalii moleculari se caracterizează ca și orbitalii atomici prin numerele cuantice care le determină extinderea (n), forma (λ), și ordinul degenerării în absența câmpului extern perturbator (m). DE asemenea, succesiunea energetică a OM și popularea lor cu electroni urmează aceleași reguli ca și la orbitalii atomici. 
Orbitalii atomici aflați în câmpul mai multor nuclee se contopesc între ei formând orbitali moleculari bi- și policentrici, după numărul nucleelor participante, indiferent dacă sunt sau nu populați cu electroni. Moleculele polinucleare se consideră în MOM ca fiind sisteme unitare dacă orbitalii moleculari aparțin concomitent la toate nucleele, fiind orbitali moleculari extinși. O asemenea interpreatare este relativ dificilă; de aceea se recurge la considerarea legăturilor chimice σ ca fiind doar bicentrice, iar funcția moleculară rezultată prin combinarea liniară a funcțiilor OM bicentrice. 
- Exemplu: molecula apei (H2O), care conține 3 nuclee (n=3). Numărul legăturilor bicentrice σ este n-1=2. Succesiunea energetică a OM este: OMLB σ < OMNM (orbitali neparticipanți) < OMAB σ*.

Dintre orbitalii moleculari ocupați cu electroni, cel cu cea mai înaltă energie este denumit de obicei HOMO (highest occupied molecular orbital) în timp ce în cadrul orbitalilor moleculari neocupați, cel cu cea mai joasă energie este denumit LUMO (last unoccupied molecular orbital). Un orbital molecular ocupat cu un singur electron se numește SOMO (single occupied molecular orbital). 